# Unua Libro

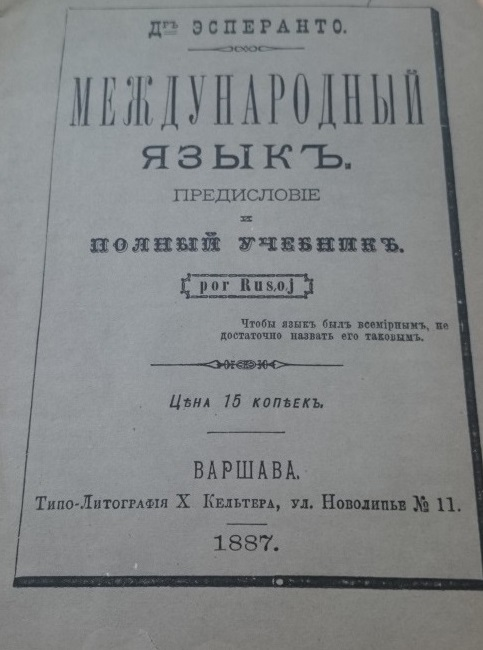
Unua Libro ロシア語版

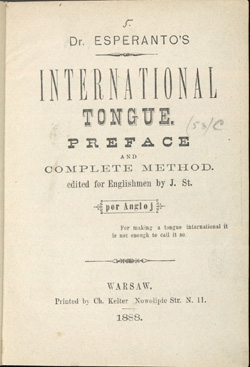
Unua Libro 英語版

Unua Libro（ウヌーア・リブロ, 最初の本）は、最初のエスペラント(当時は単にLingvo Internacia　、国際語)の学習書であり、この本によって、エスペラントは初めて社会に発表された。初版は1887年7月26日に当時はロシア領だったワルシャワで発行された。初版はロシア語版だけだったが、1887年内にポーランド語、ドイツ語、フランス語、英語に翻訳され、1889年にはヘブライ語版も発行された。発行時ザメンホフはD-ro Esperanto(エスペラント博士)というペンネームを使用したため、それがこの言語の名前となった。

## 内容
40ページからなる
- 前文は最初のエスペラントの文章を含んでいた。(28ページ)
  - 主の祈り
  - 聖書
  - 手紙の例文
  - Mia penso (我が思い)　オリジナルの詩
  - ハインリヒ・ハイネの詩の翻訳
  - Ho, mia kor' (おお、我が心よ)　オリジナルの詩
- 「もし1000万人がエスペラントを学ぶ約束をしたら、私も学びます」というカード8枚
- 16条の文法などが書かれた、国際語の完全な学習書　(6ページ)
- 別紙にエス露辞書と使用方法の説明

## ロシア語版
ロシア語版が発行されたのは、まだザメンホフがエスペラントに改良を重ねている時期だったこともあり、現在のエスペラントと違う部分があった。これらはその後発行されたフランス語版などには無い。
- 初版での綴り→現在の綴り
- speri → esperi （希望する）
- vinki → venki （勝利する）

幾つかの単語は、現在では使われない意味を持っていた。
- 単語 （初版での意味→現在エスペラントでの意味）

- erari （さまよう→誤る）
- militi （戦う→戦争する）
- forko （熊手→フォーク）
- stalo （鋼→馬小屋）
- ŝtofo （物質→布地）
- vaksi （成長する→蝋を塗る）
- tombi （落ちる→動詞としては無いが、名詞tomboは「墓」）

相関詞のうち、時を表す部分がロシア語版では-anだったのがその後の版では-amに変わっている。
- ĉian → ĉiam （いつも）
- ian → iam （いつか）
- kian → kiam （いつ）
- nenian → neniam （決して～ない）
- tian → tiam （その時）

## 統計
次はロシア語版に含んでいた語根の統計である。
- 語根の総数：947個
- 固有名詞：11個
- 別紙に含んでいった語根：917個
- 順序が間違った語根：10個
- 抜けた語根：2個
- 別紙にはないが本にはある語根：19個